# Иллюзия резиновой руки
Иллю́зия рези́новой руки́ — психологический эксперимент, направленный на создание у испытуемого телесной иллюзии, что лежащая на столе искусственная резиновая рука является частью его собственного тела.

## История
Впервые эксперимент, связанный с изучением и воссозданием телесных иллюзий, был проведен в 1998 году Мэтью Ботвиником и Джонатаном Коэном из факультета психиатрии Питтсбургского университета и факультета психологии Университета Карнеги — Меллон. В ходе исследования была воспроизведена и описана попытка вызвать у испытуемого чувство замещения реальной части тела на резиновую руку.

## Описание эксперимента
Классический эксперимент проводится следующим образом: перед исследуемым на столе помещается резиновая модель руки, а его реальная рука также находится на столе, но заслонена экраном и находится вне зоны его видимости. Важная деталь: резиновая и реальная руки испытуемого должны лежать параллельно друг другу. Экспериментатор начинает синхронно водить одинаковыми кисточками по обеим рукам сразу, дотрагиваясь одновременно до одних и тех же мест. Спустя некоторое время испытуемый начинает чувствовать, что резиновая рука способна испытывать тактильные ощущения, кроме того, у исследуемого появляется чувство обладания резиновой моделью руки, словно она становится частью его тела .

## Проявление эффекта резиновой руки
Самым часто наблюдаемым эффектом, появляющимся в ходе воссоздания иллюзии резиновой руки, является чувство обладания искусственной рукой как частью своего тела. Таким образом, схема тела подвергается таким изменениям, что вместо своей реальной руки человек начинает ощущать резиновую руку как свою собственную.
Кроме опыта обладания (ownership) резиновой рукой исследуемый получает опыт «уменьшения обладания» (disownership) своей реальной рукой. Физиологическим показателем «уменьшения обладания» является понижение температуры кожи на руке, участвующей в эксперименте.

## Методы регистрации иллюзии
Для фиксирования иллюзии применяются различные методы. Субъективное чувство обладания резиновой рукой фиксируют с помощью опросника.
Кроме чувства обладания искусственным манипулятором иллюзия провоцирует изменение воспринимаемого положения реальной руки испытуемого. Этот показатель получил наименование проприоцептивное смещение, и его можно измерить, дав команду испытуемому показать, где находится его спрятанная рука, до экспериментального воздействия и после него: в результате влияния иллюзии рука воспринимается человеком локально ближе к резиновой, чем она реально расположена.
Кроме того, часто применяют физиологический показатель, кожно-гальваническую реакцию (КГР), сымитировав нанесение вреда резиновой руке в ходе действия эксперимента: КГР повышается, если исследуемый чувствует резиновую руку составляющей своего тела. Еще одним физиологическим маркером действия иллюзии считается понижение температуры кожи на задействованной руке человека, который участвует в исследовании.

## Проблема механизмов возникновения телесных иллюзий
Для появления иллюзии резиновой руки принципиальным является соблюдение следующих условий эксперимента: синхронность и согласованность проецируемых сигналов разной модальности во времени.
В ходе проведения исследования выделяют различные виды интегративных процессов, определяющих причину возникновения соматосенсорной иллюзии. Во-первых, в процессе моделирования классической иллюзии резиновой руки появляется зрительно-тактильная интеграция стимулов. При этом тактильные стимулы относятся к реальной скрытой руке исследуемого, а зрительные — к муляжу. Из-за ключевой функции зрения в восприятии образа тела образ руки «перемещается» туда, где человек её наблюдает зрительно, а не физически чувствует. По мнению большинства исследователей, зрительно-тактильная интеграция стимулов считается центральным фактором в проведении исследований по возникновению различных телесных иллюзий.
Но зрительно-тактильная интеграция не единственный фактор формирования иллюзии. Эффекта «резиновой руки» нельзя добиться, опираясь только на тактильные стимулы. Подтверждение данного тезиса было экспериментально доказано в ходе исследования соматической иллюзии «резиновой руки».
Феноменология иллюзий
- Иллюзия «резиновой руки»
- Иллюзия «брюшка»
- Иллюзия «изменяющегося лица»
- Иллюзия «резиновой руки» при стимуляции одного или двух пальцев
- Иллюзия «движущейся руки»
- Иллюзия «мраморной руки»
- Иллюзия «очень длинной руки»
- Иллюзия «огромной руки»

## Ограничения в возникновении иллюзии
Серию опытов, устанавливающих ограничения в ходе возникновения иллюзии «резиновой руки», провели в Каролинском институте. Был выявлен перечень случаев, когда названная иллюзия не возникает.
Все описанные случаи можно классифицировать на временные, пространственные и анатомические ограничения. Например, иллюзия «резиновой руки» не появляется, если воздействие на резиновую и реальную руки исследуемого асинхронны, а промежуток между рассогласованными стимулами составляет более 300 миллисекунд.
Иллюзия не возникает также в случае, если между резиновой и реальной рукой человека, участвующего в эксперименте, есть значительное расстояние (более 27,5 см.). Также ограничение касается положения муляжа руки в пространстве: если резиновая рука находится в неестественной, анатомически неправильной позиции, то иллюзия не формируется.
Кроме того, было установлено, что эффект не появляется, если в качестве замещающего руку объекта используется абстрактный предмет (к примеру, деревянный брус).

## Значение иллюзии резиновой руки для психологии
Одной из важных практических областей применения результатов вышеописанного исследования является коррекция различных нарушений соматоперцептивного образа. Изучение телесных иллюзий помогает раскрыть механизмы перцепции собственного тела, исследовать закономерности построения мультимодального образа тела и наметить пути понимания и коррекции аналогичных явлений при патологических состояниях.
Эта актуальная и важная тема находится на стыке общей психологии восприятия, нейро- и психофизиологии, а также психологии телесности и психосоматики. Практическое следствие открываемых закономерностей достаточно обширно: коррекция искаженного образа тела вследствие психической, неврологической или физической патологии, разработка протезов, экзоскелетов и адаптация человека в условиях виртуальной реальности.